# Иоганн VI (князь Ангальт-Цербста)
Иоганн VI Ангальт-Цербстский (нем. Johann VI. von Anhalt-Zerbst; 24 марта 1621, Цербст — 4 июля 1667, Цербст) — князь Ангальт-Цербстский из династии Асканиев.

## Биография
Иоганн — единственный сын князя Ангальт-Цербста Рудольфа и его второй супруги Магдалены Ольденбургской, дочери графа Иоганна XVI Ольденбургского. Он номинально наследовал своему отцу в Ангальт-Цербсте уже вскоре после своего рождения и состоял под опекой князя Августа Ангальт-Плёцкауского. Его воспитанием занимались не только домашние учителя, но и его мать, передавшая ему своё лютеранское вероисповедание вопреки реформатской ангальтской родне.
Во время Тридцатилетней войны Иоганн находился в Цербсте, Косвиге и Виттенберге. С 1633 года он обучался при дворе своего дяди Антона Гюнтера Ольденбургского. Придя к власти, Иоганн провёл в своём реформатском княжестве лютеранские реформы. Князь Людвиг I Ангальт-Кётенский принял князя Иоганна в 1642 году в Плодоносное общество. После угасания рода графов Барби Иоганн приобрёл Мюлинген, затем Вальтерниенбург, Дорнбург и Мёккерн.
В 46 лет князь Иоганн умер от ветрянки. Незадолго до его смерти он унаследовал после смерти своего дяди Антона Гюнтера Евер. Регентом при малолетнем старшем сыне стал наряду с его вдовой ландграф Людвиг VI Гессен-Дармштадтский и князь Иоганн Георг II Ангальт-Дессауский.

## Потомки
16 сентября 1649 года в Готторпском дворце Иоганн женился на Софии Августе Гольштейн-Готторпской, дочери герцога Фридриха III Гольштейн-Готторпского. У них родились:
- Иоганн Фридрих (1650—1651)
- Георг (1651—1652)
- Карл Вильгельм (1652—1718), князь Ангальт-Цербста, женат на принцессе Софии Саксен-Вейсенфельской (1654—1724)
- Антон (1653—1714), женат на Августе Антонии Маршалль фон Биберштейн (1659—1736)
- Иоганн Адольф (1654—1726)
- Иоганн Людвиг I (1656—1704), князь Ангальт-Цербст-Дорнбурга, женат на Кристине Элеоноре Цейч (1666—1669)
- Иоахим Эрнст (1657—1658)
- Магдалена София (1658—1659)
- Фридрих (1660)
- Гедвига Мария Элеонора (1662)
- София Августа (1663—1694), замужем за герцогом Иоганном Эрнстом III Саксен-Веймарским (1664—1707)
- Альбрехт (1665)
- Август (1666—1667)